# Malina Marie Michalczik
Malina Marie Michalczik (* 9. November 2001 in Ahlen) ist eine deutsche Handballspielerin.

## Karriere
Michalczik spielte bis zur A-Jugend im HLZ Ahlen, dann wechselte sie zu Borussia Dortmund. Dort gewann sie 2018/19 mit der A-Jugend die Deutsche Meisterschaft. Während Michalczik in dieser Spielzeit vor allem in der Jugendbundesliga und der 3. Liga West zum Einsatz kam, sammelte sie auch erste Einsatzzeiten in der Bundesliga. Sie ist auch U20-Nationalspielerin. Michalczik wurde mit 162 Treffern in der Saison 2021/22 Torschützenkönigin der Bundesliga.
Michalczik gewann mit der deutschen Jugendnationalmannschaft die Goldmedaille bei der U-17-Europameisterschaft 2017. Am 21. April 2022 gab sie ihr Debüt für die deutsche Nationalmannschaft.

## Sonstiges
Ihr Bruder Marian Michalczik ist ebenfalls professioneller Handballspieler.